# Flaggen der Sezessionsstaaten
Die Abspaltungsbewegung im Jahr 1861 brachte zum ersten Mal eine große Verbreitung von nationalen Staatsflaggen hervor. Nach der Unabhängigkeit der Vereinigten Staaten im Jahr 1776 legten die meisten US-Staaten die Fahnen der revolutionären Bewegungen ab und verwendeten anschließend nur noch die Flagge der Union.
Mit der Sezession 1861 nahmen fast alle „Südstaaten“ zum ersten Mal überhaupt eine nationale Flagge an.
Texas besaß als einziger Staat bereits eine Flagge, die aus der Unabhängigkeitsbewegung der Jahre 1835/1839 stammte.

## South Carolina
South Carolina war der erste Staat, der die Vereinigten Staaten verließ, und einer der ersten, die eine neue Nationalflagge annahmen. Das Design lehnte sich stark an das revolutionäre Erbe an: Die Mondsichel war das Symbol South Carolinas in den Zeiten der kolonialen Herrschaft. Die einheimischen Truppenverbände trugen es als Mützenabzeichen und benutzten blaue Flaggen mit der Mondsichel im Obereck.
Das Emblem des Palmbaums stammt ebenfalls aus revolutionären Zeiten. Dessen Holz wurde angeblich für die Errichtung von „Fort Moultrie“ sowie von Charleston Harbor verwendet. Da Palmholz sehr flexibel ist, wurde es unter dem Beschuss der britischen Kanonen nicht zerschmettert, sondern absorbierte viel der Energie. Diese Fähigkeit soll einiges zur erfolgreichen Verteidigung von Charleston am 28. Juni 1776 beigetragen haben. Kurz nach dieser Schlacht wurde die Palme als zentrales Symbol in das Große Siegel von South Carolina übernommen.
Vor der Sezession zeigten viele Patrioten bereits Fahnen mit einer Palme, die danach immer weitere Verbreitung fand und in vielerlei Ausführungen zu sehen war.
Am 26. Januar 1861 nahm South Carolina eine offizielle Flagge an, die beide großen Symbole des Staates mit einbezog. Die neue Fahne bestand aus der alten Revolutionsflagge mit einer weißen Mondsichel. Innerhalb eines hinzugefügten weißen, ovalen Feldes befand sich der Palmbaum, der in natürlichen Farben abgebildet war. Nur zwei Tage später, am 28. Januar 1861, änderte man das Design dahingehend, dass das Oval entfernt und die Palme unmittelbar auf das blaue Feld gesetzt wurde. In dieser abschließenden Variante dient die Fahne noch heute dem Staat South Carolina als Staatsflagge.
|  |  |

## Mississippi
Mississippi trennte sich am 9. Januar 1861 als zweiter Staat von der Union. Als Zeichen der neuen Unabhängigkeit wurde die bekannte „Bonnie Blue Flag“ in der Hauptstadt Jackson gehisst. Diese Flagge wurde bereits im Jahr 1810 von der so genannten „Republic of West-Florida“ benutzt, die zwischen dem 16. September und 10. Dezember 1810 eine kurze Unabhängigkeit erlebte. Ein im Jahr 1861 in Mississippi geschriebenes Lied mit dem Namen „The Bonnie Blue Flag“ wurde zum zweitbeliebtesten patriotischen Song in der Konföderation.
Eine offizielle Staatsflagge nahm Mississippi am 26. Januar 1861 an. Die „Bonnie-Blue“-Flagge wurde dabei als Bestandteil in die Oberecke eingefügt. Im Zentrum befand sich die Darstellung eines Magnolienbaums in natürlichen Farben. Noch heute ist Mississippi als der „Magnolienstaat“ ein Begriff.
|  |  |

## Florida
Am 10. Januar 1861 erklärte Florida seinen Austritt aus dem Staatenbund.
Es dauerte eine geraume Weile, bis Florida eine Staatsflagge annahm, nicht zuletzt deswegen, weil man sich lange nicht auf ein Design einigen konnte. Um zumindest eine vorläufige Fahne zeigen zu können, wurde per Gesetz vom 13. Januar 1861 eine provisorische Flagge festgelegt. Diese war einfach die Flagge der Vereinigten Staaten, jedoch mit einem einzelnen Stern im Obereck.
Erst am 13. September 1861 wurde eine neue offizielle Staatsflagge festgelegt, die der „Stars-and-Bars“-Flagge der Konföderation nachempfunden war. Auf der Seite des Flaggenmasts wurde das neue Staatswappen Floridas eingefügt, das in natürlichen Farben unter anderem eine Ansammlung von Waffen und Flaggen unter einem Eichenbaum zeigte. Im Hintergrund des Wappens säumten Schiffe den Wahlspruch „In God is our trust“.
|  |  |

## Alabama
In Vorahnung einer Abspaltung Alabamas aus der Union malten einige Damen in Montgomery eine Flagge, die der Präsentation des neuen unabhängigen Staates dienen sollte. Die gesetzgebende Versammlung billigte den Vorschlag und die neue Flagge wurde am 11. Januar 1861 über dem Regierungsgebäude der Hauptstadt gehisst.
Die Fahne Alabamas war insofern einmalig innerhalb der „Südstaaten“, als dass sie zwei unterschiedliche Flaggenseiten besaß. Auf der Vorderseite der blauen Flagge war die „Liberty“-Göttin in einem roten Kleid abgebildet. Sie hielt ein Schwert in ihrer rechten und die „Bonnie Blue“-Flagge in ihrer linken Hand. Die „Bonnie-Blue“-Flagge hatte einen gelben Rand sowie einen gleichfarbigen Stern. Oberhalb des Stern befand sich der Name „ALABAMA“, ebenfalls in gelben Buchstaben. In einem großen Bogen stand im oberen Teil der Flagge der Wahlspruch: „Independent now and forever“.
Die Rückseite des Tuchs war ebenso in Blau gehalten. Die Abbildung zeigte eine Baumwollpflanze, von einer Klapperschlange bewacht, unterhalb derer sich das lateinische Motto: „Noli me tangere“ befand, was so viel wie „Rühr mich nicht an“ im Sinne von „lass mich in Frieden“ bedeutet.
So attraktiv diese Flagge auch sein mochte, war sie jedoch nicht leicht zu reproduzieren. Die Bürger Alabamas benutzten rasch eine vereinfachte Version, die aus der „Bonnie-Blue“-Flagge mit einem gelben Stern bestand, wie sie auch die Göttin „Liberty“ in Händen hielt.
Die einzige offizielle Flagge über dem Regierungsgebäude wurde Ende Februar 1861 durch einen Sturm schwer beschädigt und in das Büro des Gouverneurs verbracht. Die Bevölkerung Alabamas versammelte sich bald mehr und mehr unter der Flagge der Konföderierten Staaten von Amerika.
|  |  |  |

## Georgia
Am Tage der Unabhängigkeitserklärung Georgias am 19. Januar 1861 wurde eine neue Nationalflagge über dem Regierungsgebäude in Milledgeville gehisst. Die Flagge wurde als weiße Flagge beschrieben, auf der das Staatswappen Georgias aufgebracht war. Traditionsgemäß benutzte man jedoch meist blaues Tuch und die Fahne dürfte als militärische Standarte so geführt worden sein. Eine einzige erhaltene Fahne in einem Museum in Richmond zeigt das Wappen jedoch auf einem roten Tuch.
Die Staatsflagge Georgias besaß eine besondere Bedeutung bei der Vereidigung von Jefferson Davis am 18. Februar 1861 als erster Präsident der Konföderierten Staaten von Amerika. Da zu diesem Zeitpunkt noch keine offizielle Konföderationsflagge angenommen worden war, präsentierte eine Kompanie der Infanterie die Fahne Georgias in vorderster Reihe.
|  |  |

## Louisiana
Der Pelikan war wohl ein Symbol Louisianas, solange es diesen Ort überhaupt gab.
Schon seit Beginn des Territorialstatus von Louisiana innerhalb der USA war er dessen Wappenvogel.
Als Louisiana am 26. Januar 1861 seine Unabhängigkeit erklärte, wurde eine blaue Flagge mit einem weißen Pelikan im Zentrum präsentiert. Diese inoffizielle Version einer ersten Nationalflagge wurde jedoch am 11. Februar 1861 durch eine offizielle abgelöst. Man wählte eine Fahne, die sehr an die alte Unionsfahne der Vereinigten Staaten angelehnt war. Wie diese besaß sie dreizehn Streifen. Allerdings änderte man die Farbreihenfolge von Rot und Weiß in die von Blau, Weiß und Rot, also die Farben Frankreichs, dem kulturellen Ursprung Louisianas. In der Oberecke wurde ein einzelner gelber Stern auf einem roten Feld platziert. Dies wiederum sind die Farben Spaniens, das ebenfalls lange Zeit dieses Gebiet kontrollierte.
|  |  |

## Texas
Texas besitzt das reichhaltigste vexillologische Erbe aller amerikanischen Bundesstaaten.
Nach der Sezession am 1. Februar 1861 wurde die texanische Nationalflagge vom 25. Januar 1839 weiter geführt. Diese diente Texas bereits als unabhängige Republik bis zum Jahre 1845 und anschließend als Staatsflagge innerhalb der USA.
|  |

## Virginia
Als am 15. April 1861 Lincolns Kriegsminister Virginia aufforderte, Truppen für die Invasion der Konföderierten Staaten zur Verfügung zu stellen, reagierte dieses am 17. April 1861 mit der Bekanntgabe der Unabhängigkeit und Loslösung aus den Vereinigten Staaten.
Am 30. April 1861 wurde eine Flagge für das unabhängige „Commonwealth of Virginia“ angenommen. Virginias Fahne bestand aus der „Bonnie-Blue“-Flagge, in der der Stern durch das Siegel Virginias ersetzt wurde. Dieses Siegel, das bereits zu Zeiten der Revolution angenommen worden war, enthielt eine Repräsentation der Gottheit „Liberty“, die einen allegorischen Tyrannen niederstreckt. Sowohl das Siegel als auch die Flagge zeigten das lateinische Motto: Sic semper tyrannis, was so viel wie „Immer dieses geschieht den Tyrannen“ bedeutet. In einer leicht abgewandelten Form besitzt Virginia diese Flagge bis zum heutigen Tage.
|  |

## Arkansas
Arkansas erklärte am 6. Mai 1861 seinen Austritt aus der Union und wurde am 21. Mai 1861 Mitglied der Konföderierten Staaten von Amerika. Arkansas nahm keine eigenständige Staatsflagge an.

## Tennessee
Am 25. April 1861 tagte die zweite außerordentliche Sitzung der Generalversammlung von Tennessee in Nashville. War die Bevölkerung im Februar desselben Jahres noch gegen eine Sezession, so schritt der Krieg im April unaufhaltsam voran. Der Senatssprecher Tazewell B. Newman schlug an diesem Apriltag die Schaffung einer eigenen Staatsflagge vor. Es sollte die Nationalflagge der Konföderierten Staaten dahingehend modifiziert werden, dass anstelle der Sterne das „Große Siegel“ von Tennessee aufgebracht werde. Da Tennessee zu diesem Zeitpunkt noch Mitglied der Vereinigten Staaten war, hielt man es jedoch für unklug, eine offensichtliche Konföderierten-Flagge zur Staatsflagge zu machen. Als Tennessee schließlich am 7. Mai 1861 praktisch aus der Union austrat, war kein Gesetz für eine eigene Staatsflagge verabschiedet. So blieb es bei diesem Flaggenvorschlag. Trotzdem wurde die vorgeschlagene Staatsflagge von mindestens zwei Infanterieregimentern aus Tennessee im Kriegseinsatz verwendet.
|  |

## North Carolina
Am 20. Mai 1861, genau sechsundachtzig Jahre nachdem North Carolina seinen Wunsch nach Unabhängigkeit von Großbritannien deklarierte, versammelte sich die Bevölkerung erneut und trat aus der Union der Vereinigten Staaten von Amerika aus.
Am 22. Juni 1861 nahm North Carolina eine Staatsflagge an, die beiden Ereignissen Rechnung trug. Auch North Carolina folgte dem „Ein-Stern“-Prinzip, welches bereits in den Flaggen von Alabama, Florida, Louisiana, Mississippi und Texas wiederzufinden war. North Carolina ließ sich bezüglich des Musters deutlich von der Flagge Texas’ inspirieren, kehrte jedoch die Farben um. Die Jahreszahlen 20. Mai 1775 und 20. Mai 1861 kennzeichnen die Unabhängigkeitserklärungen gegenüber Großbritannien bzw. den USA.
|  |

## Nicht oder nur teilweise von der Konföderation kontrollierte Staaten (Dualregierungen)

### Missouri
Missouri, das am 31. Oktober 1861 aus der Union austrat, nahm keine eigenständige Staatsflagge an. Auf Weisung des Generals Sterling Price wurde jedoch eine Flagge geschaffen, die Angehörige der so genannten „Missouri State Guard“ zu führen hatten.
Bereits im Frühjahr 1861 ordnete General Price an, dass jedes Regiment, das zu den Waffen gerufen wurde, eine eigene „Missouri“-Flagge bekommen sollte. Diese bestand aus blauem Tuch, auf dem beidseitig das Staatswappen in Gold angebracht war.
|  |

### Kentucky
Der letzte Staat, der die alte Union verließ, war Kentucky. Obwohl sich die Staatsregierung gegenüber den Vereinigten Staaten loyal verhielt, entschied zwischen dem 18. und 20. November 1861 eine Volksversammlung der Bürger von Kentucky, die Unabhängigkeit gegenüber der Union zu erklären. Die Staatsregierung wurde abgesetzt und eine provisorische Regierung eingerichtet, die den Staat praktisch teilte. Unter Federführung der provisorischen Regierung wurde Kentucky Mitglied der Konföderierten Staaten. Eine offizielle Staatsflagge wurde nicht angenommen, jedoch entschied die provisorische Regierung am 16. Januar 1862, ein neues Staatswappen zu kreieren. Ob dieses Staatswappen auch auf eine Fahne mit blauem Tuch aufgebracht wurde, ist nicht bekannt.
|  |